# Ибну Парна
И́бну Па́рна (индон. Ibnu Parna, 26 сентября 1920—1965) — индонезийский профсоюзный и политический деятель коммунистического толка, лидер троцкистской партии Акома.
Вовлечённый в антиколониальную борьбу в Индонезии в качестве молодёжного лидера в Семаранге, Парна был избран членом парламента Индонезии от партии Акома в 1955 году. Впоследствии Парна преследовался авторитарным правительством Индонезии, был арестован и убит наряду с сотнями тысяч других левых во время массовых кампаний антикоммунистических убийств 1965—1966 годов.

## Биография
Ибну Парна принимал активное участие в национально-освободительной борьбе как молодёжный лидер в Семаранге. В ноябре 1945 года он был избран заместителем председателя молодёжного крыла Социалистической партии — организации Песиндо (Социалистическая молодёжь Индонезии), представляющим Angkatan Muda Republik Indonesia («Молодое поколение Республики Индонезия») — главное молодёжное движение из Семаранга. Его старший брат Крисубану также был лидером молодёжи.
В начале 1946 года Ибну Парна был включен как представитель Социалистической (переименованной в Народную) молодёжи в подкомитет коалиции Персатуан Перджуанган. Однако 6 марта 1946 года руководство Песиндо решило отозвать Ибну Парну как своего представителя.
Парна стал лидером Силы молодых коммунистов (Angkatan Komunis Muda, сокращённо Акома) — связанного с Революционным народным движением Тана Малака молодёжного движения марксистов, не пожелавших вступать в Коммунистическую партию Индонезии. Основанная в июне 1946 года Акома в 1952 году была преобразована в партию.
На а парламентских выборах 1955 года Акома получила 64 514 голосов (0,2 %), и Ибну Парна был избран её единственным представителем в парламенте. После выборов партия вступила в Национальную прогрессивную фракцию.
В это же время Ибну Парна занимал должность секретаря профсоюзного центра СОБРИ, связанного с национал-коммунистической партией Мурба. При этом Акома признавала Коммунистическую партию Индонезии «такой же марксистско-ленинской партией, как и наша» и призывала её бороться против реакционных элементов.
В 1956 году Ибну Парна принял участие во всемирном конгрессе троцкистского Международного секретариата Четвёртого Интернационала, с которым Акома наладила связи.
В феврале 1959 года Ибну Парна был лишён депутатской неприкосновенности и арестован за то, что опубликовал брошюру, в которой осуждалась деятельность генерала Насутиона во главе Министерства обороны Индонезии.
Партия Акома была запрещена после переворота Сухарто в 1965 году. Многие её члены, в том числе Ибну Парна, стали жертвами развязанного антикоммунистического террора.